# Claix, Isère
Claix este o comună în departamentul Isère din sud-estul Franței. În 2009 avea o populație de 7.554 de locuitori.

## Evoluția populației
| An        | 1975  | 1982  | 1990  | 1999  | 2006  | 2009  |
| --------- | ----- | ----- | ----- | ----- | ----- | ----- |
| Populație | 3.926 | 5.382 | 6.960 | 7.388 | 7.589 | 7.554 |